# 도키와촌 (이바라키현)
도키와촌(常盤村)은 이바라키현 히가시이바라키군에 일찍이 존재했던 촌이다. 

## 지리
현재의 미토시 중부에 위치한다.

## 역사
- 1889년 4월 1일 - 정촌제 시행에 의해 도키와촌 단독으로 촌을 시행해 히가시이바라키군 도키와촌이 성립하였다.
- 1933년 3월 15일 - 미토시에 편입해 소멸하였다.

## 인구
- 1891년 2,408
- 1920년 5,542

## 교통

### 철도
- 일본국유철도
  - 조반선

## 참고문헌
- 角川日本地名大辞典編纂委員会『角川日本地名大辞典 8 茨城県』、角川書店、1983年 ISBN 4040010809